# Méthodes de Nanson et de Baldwin
La méthode de Borda peut être combinée avec le scrutin à second tour instantané pour créer deux systèmes électoraux hybrides à savoir la méthode Nanson et la méthode Baldwin (aussi appelée Total Vote Runoff aux USA). Ces deux méthodes sont conçues pour satisfaire au critère de Condorcet.

## Méthode de Nanson

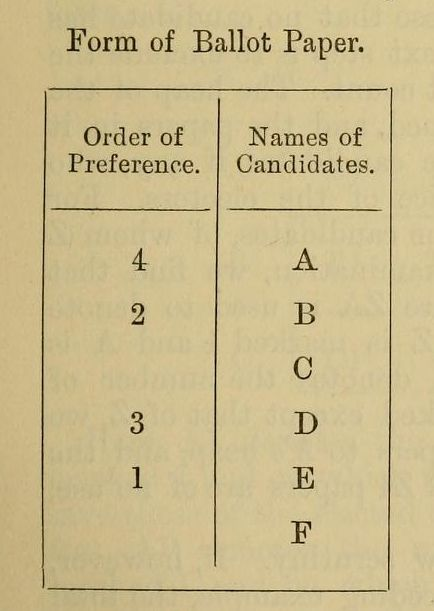
Un bulletin de vote pour un scrutin préférentiel avec des préférences incomplètes, tel qu'illustré par Nanson.

La méthode Nanson est basée sur les travaux originaux du mathématicien Edward J. Nanson en 1882.
La mise en œuvre de ce mode de scrutin est la suivante :
1. Collecte des votes selon Borda :
  - Chaque électeur classe les candidats.
  - Des points sont attribués : si 4 candidats sont en lice, le premier obtient 4 points, le deuxième 3 points, le troisième 2 points, et le dernier 1 point.
2. Calcul du score Borda : Pour chaque candidat, un score de Borda est calculé. Ce score est obtenu en attribuant un certain nombre de points à chaque position dans les classements des électeurs :
  - Si un candidat est classé 1er par un électeur, il reçoit n−1 points, où n est le nombre total de candidats.
  - S'il est classé 2e, il reçoit n−2 points, et ainsi de suite.
  - Les candidats non classés peuvent recevoir un score nul ou un score minimal, selon les règles spécifiques appliquées.
3. Détermination de la moyenne de chaque candidat :
  - On calcule la moyenne des scores obtenus pour chacun des candidats.
4. Élimination des candidats sous la moyenne :
  - Les candidats ayant un score inférieur ou égal à cette moyenne sont éliminés.
5. Répétition jusqu’à un gagnant :
  - Le processus est répété avec les candidats restants, recalculant les scores et la moyenne à chaque étape, jusqu’à ce qu’un seul gagnant subsiste.

La méthode peut être adaptée aux élections plurinominales en supprimant le nom d'un gagnant des bulletins de vote et en recalculant, bien que cela n'élise que les n candidats les mieux classés et n'entraîne pas de représentation proportionnelle:240.
Schwartz a étudié en 1986 une légère variante de la règle de Nanson, dans laquelle les candidats dont le score est inférieur mais non égal au score moyen de Borda sont éliminés à chaque tour.

## Méthode de Baldwin
Cette méthode est antérieure à celle de Nanson : en effet, elle était déjà utilisée par la Trinity College Dialectic Society:217.
Elle a été systématisée par Joseph M. Baldwin en 1926, qui a incorporé une tabulation matricielle plus efficace et l'a étendue pour prendre en charge les bulletins incomplets et les classements égaux, en comptant les points fractionnaires dans de tels cas.
Voici un résumé de son fonctionnement :
1. Collecte des votes selon Borda :
  - Chaque électeur classe les candidats.
  - Des points sont attribués : si 4 candidats sont en lice, le premier obtient 4 points, le deuxième 3 points, le troisième 2 points, et le dernier 1 point.
2. Calcul du score Borda : Pour chaque candidat, un score de Borda est calculé. Ce score est obtenu en attribuant un certain nombre de points à chaque position dans les classements des électeurs :
  - Si un candidat est classé 1er par un électeur, il reçoit n−1 points, où n est le nombre total de candidats.
  - S'il est classé 2e, il reçoit n−2 points, et ainsi de suite.
  - Les candidats non classés peuvent recevoir un score nul ou un score minimal, selon les règles spécifiques appliquées.
3. Élimination du candidat avec le score le plus bas :
  - Une fois les scores de Borda calculés, le candidat ayant le score total le plus faible est éliminé.
4. Redistribution des votes : 
  - Les classements sont mis à jour en supprimant le candidat éliminé. Par exemple, si un candidat classé 1er est éliminé, le candidat classé 2e passe au 1er rang dans les préférences de l'électeur, et ainsi de suite.
5. Répétition du processus :
  - Les étapes 2 à 4 sont répétées jusqu'à ce qu'il ne reste plus qu'un seul candidat. Ce dernier est déclaré vainqueur.

Ce système a été proposé aux États-Unis sous le nom de « Total Vote Runoff », par Edward B. Foley et Eric Maskin, comme moyen de résoudre les problèmes liés à la méthode du scrutin à second tour instantané dans les juridictions américaines qui l'utilisent,,,,.

## Critères satisfaits et non satisfaits
Les méthodes de Nanson et de Baldwin satisfont au critère de Condorcet, car la méthode Borda donne toujours à tout gagnant de Condorcet existant plus que la moyenne des points Borda, et donc le gagnant de Condorcet ne sera jamais éliminé.
Elles ne satisfont pas : au critère independence of irrelevant alternatives, au monotonicity criterion, au participation criterion, au consistency criterion et au independence of clones criterion, mais elles satisfont au majority criterion, au mutual majority criterion, au Condorcet loser criterion et au critère de Smith. Enfin, la méthode de Nanson satisfait au critère "reversal symmetry" ce qui n'est pas le cas de la méthode de Baldwin.
Les méthodes de Nanson et de Baldwin peuvent être exécutées en un temps polynomial pour obtenir un seul gagnant. Pour la méthode Baldwin, cependant, à chaque étape, il peut y avoir plusieurs candidats ayant le score de Borda le plus bas. En fait, il est NP-complet de décider si un candidat donné est un gagnant de Baldwin, c'est-à-dire s'il existe une séquence d'élimination qui laisse un candidat donné non éliminé.
Ces deux méthodes sont plus difficiles à manipuler sur le plan informatique que la méthode de Borda.

## Utilisation des méthodes de Nanson et de Baldwin
La méthode de Nanson a été utilisée lors des élections municipales dans la ville américaine de Marquette, dans le Michigan, dans les années 1920. Elle a aussi été utilisée par le diocèse anglican de Melbourne ainsi que lors de l'élection des membres du Conseil universitaire de l'Université d'Adélaïde. Enfin, l'Université de Melbourne a également recouru à ce mode de scrutin jusqu'en 1983.
La méthode de Baldwin, quant à elle, n’est utilisée que de manière anecdotique dans certains milieux universitaires, mais plusieurs personnes militent pour l’utiliser à la place du vote à second tour instantané aux États-Unis.

## Remarques
- (en) Cet article est partiellement ou en totalité issu de l’article de Wikipédia en anglais intitulé « Nanson's method » (voir la liste des auteurs).

- Notons que ces deux méthodes ont été confondues dans certaines publications[2].